# 柴挺然
柴挺然（？—？），號颖凡，浙江严州府建德县民籍。明朝政治人物。

## 生平
少有殊慧，萬曆四十六年（1618年）戊午科浙江鄉試十三名舉人，天啓二年（1622年）壬戌科会试六十二名，三甲三百二十六名進士。吏部观政，四年授行人，顺天同考，崇祯二年升吏部稽勋司主事，调验封司，丁忧归。十年起补考功司员外，十一年调文选司员外郎，崇祯十二年（1639年）己卯典试河南，取士得人。时魏珰权炽，抗疏首劾，阉党衔之。及掌选事，绝苞苴，疏蹇滞，士类颂服其公。数上封事，皆裨切时政，如请复建文年号，如杨左诸人赠谥诸疏，尤协公论。十三年以母年迈，坚请终养，得告归。挺然持躬介慎，居官清正。念严郡解绢赔累，与中丞宋贤协请官织官解。又练饷加徵，曲为筹计，十减其九。诸凡赈济施舍等惠，不可枚举

## 著作
著有《通鑑三筆》、《山斗章》、《以南草》、《阴符经注》等书。

## 遺跡
县東門外有“文衡官鑑坊”，为己卯河南正典试吏部员外郎柴挺然建。墓在拱辰门外龜山。